# Declaración de independencia del ciberespacio

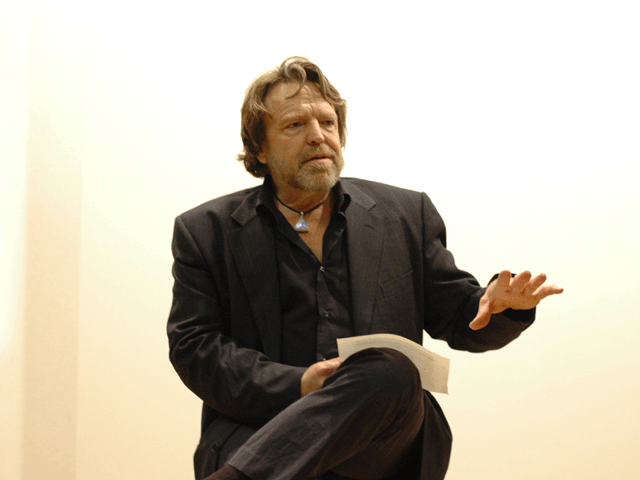
John Perry Barlow, autor de la Declaración de independencia del ciberespacio.

La Declaración de independencia del ciberespacio es un texto presentado en Davos, Suiza el 8 de febrero de 1996 por John Perry Barlow, fundador de la Electronic Frontier Foundation (EFF). Fue escrita como respuesta a la aprobación en 1996 de la Telecommunications Act en los Estados Unidos.
El texto es una reivindicación que critica las interferencias de los poderes políticos que afectan al mundo en Internet y defiende la idea de un ciberespacio soberano para la soberanía individual.